# Леба (река)
Леба (пољ. Łeba) је река балтичког приобаља. Пролази кроз Кашупско појезерје. Река извире на западу од града Картуши, у околини Божеславиа на надморској висини од 170 m.
- Дужина: 117 km
- Површина слива: 1801 km²

Река пролази кроз неколико језера од којих је највеће Лебско језеро. Улива се у Балтичко море у близини града Леба.
Најзначајнији градови који се налазе на реци су:
- Лемброк и
- Леба